# Seja Bem-Vindo (canção)
Seja Bem-Vindo é uma canção católica do padre Fábio de Melo, que foi composta para dar as boas-vindas ao Papa Francisco, que vinha visitar o Brasil para a Jornada Mundial da Juventude de 2013, de 23 a 28 de julho, no Rio de Janeiro.

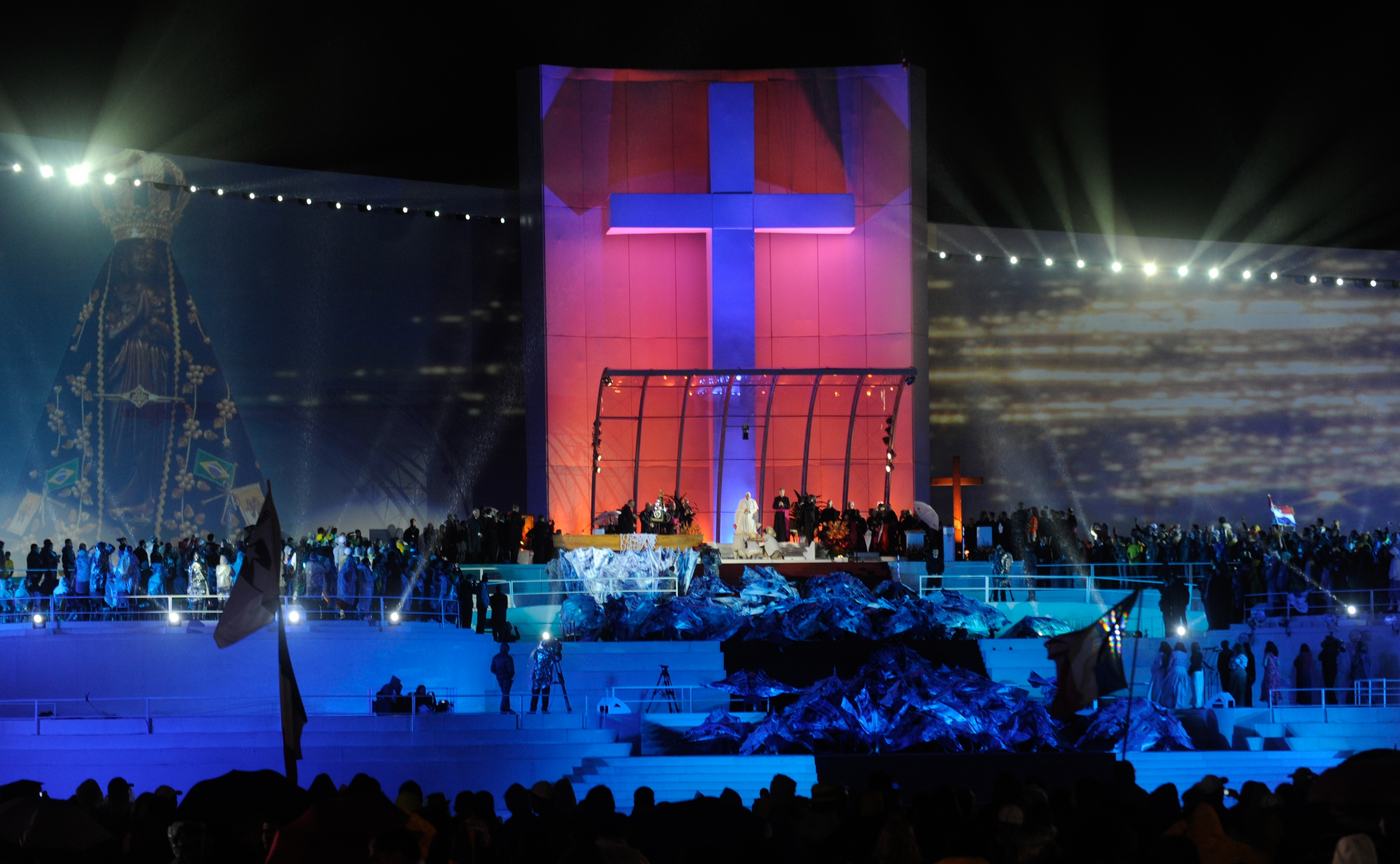
Cerimônia de boas-vindas do Papa, em Copacabana, 23 de julho de 2013.

Foi cantada durante a cerimônia de boas-vindas do Pontífice, que ocorreu antes da Missa de abertura da JMJ, sendo televisionado da praia de Copacabana a todo o mundo. A presença de peregrinos no local ultrapassou a marca de 400 mil pessoas.